# تيم وينديل
تيم وينديل (بالألمانية: Tim Wendel)‏ (12 يناير 1989 بمويرس في ألمانيا - ) هو لاعب كرة قدم ألماني في مركز الدفاع.

## روابط خارجية
- تيم وينديل على موقع قاعدة بيانات كرة القدم.إي يو (الإنجليزية)
- تيم وينديل على موقع عالم كرة القدم.نت (الإنجليزية)